# Erik Weispfennig
Erik Weispfennig (Iserlohn, 13 de agosto de 1969) es un deportista alemán que compitió en ciclismo en las modalidades de pista, especialista en las pruebas de persecución por equipos y madison, y ruta.
Ganó dos medallas en el Campeonato Mundial de Ciclismo en Pista, oro en 2000 y plata en 1990.

## Medallero internacional
| Campeonato Mundial | Campeonato Mundial       | Campeonato Mundial | Campeonato Mundial          |
| Año                | Lugar                    | Medalla            | Competición                 |
| ------------------ | ------------------------ | ------------------ | --------------------------- |
| 1990               | Maebashi (Japón)         | Medalla de plata   | Persecución por equipos (A) |
| 2000               | Mánchester (Reino Unido) | Medalla de oro     | Madison                     |